# یایگین (بتلیس)
یایگین (به ترکی استانبولی: Yaygın) (به کردی: Samo) یک منطقهٔ مسکونی در ترکیه است که در بیتلیس واقع شده‌است. یایگین ۲۲۰ نفر جمعیت دارد.